# جک برنان (بازیکن فوتبال، زاده ۱۸۹۲)
جک برنان (انگلیسی: Jack Brennan; ۱۳ دسامبر ۱۸۹۲ – ۱۳ اوت ۱۹۴۲) بازیکن فوتبال اهل بریتانیا بود.
از باشگاه‌هایی که در آن بازی کرده‌است می‌توان به باشگاه فوتبال گلوسوپ نورث اند، باشگاه فوتبال روچدیل، باشگاه فوتبال منچستر سیتی، و باشگاه فوتبال برادفورد سیتی اشاره کرد.